# Mind Quiz: Esercita la tua mente
Mind Quiz: Esercita la tua mente, conosciuto come Nonenrei: No Stress kei atama Scan (脳年齢 脳ストレス計 アタマスキャン?, Nōnenrei: Nō Sutoresu kei atama Sukyan) in Giappone e come Mind Quiz: Exercise Your Brain in Nord America, è un videogioco di allenamento mentale per Nintendo DS e PlayStation Portable.